# コイーバ
コイーバ（スペイン語: Cohíba）とは、キューバ共和国ハバナ州で生産されている葉巻の銘柄の1つ。

## 概要

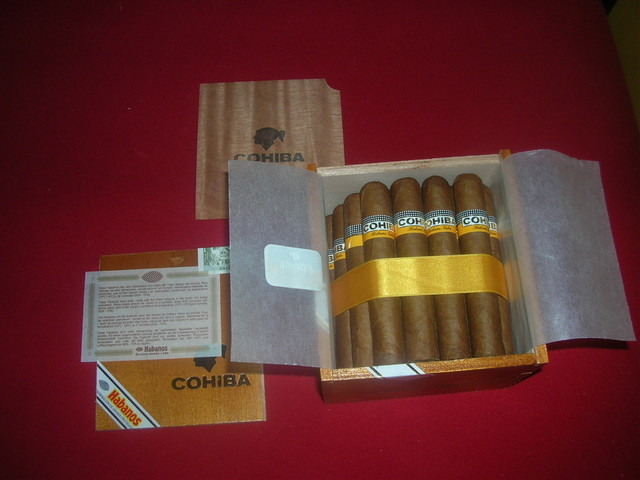
BOX入りのコイーバ・ロブストス。

1968年頃に生産開始された葉巻で、多くのユーザーに支持されている高級ブランドの一つである。個性としてはミディアムボディ～フルボディの強めの葉巻と分類される。酒類で言えば高ブランドのシャンパンのような扱いで「数多くある葉巻の中でも代表的なブランドであり、最も知名度の高い葉巻」と認識される場合が多く愛好者も多い。独特の香りを持ち、嗅げば火を付けなくても認識できるファンも存在する。100年以上の歴史を持つブランドが数多くある葉巻の中では比較的新しい部類に入ると言えるが、多くの愛好者を持ち、モンテクリスト、ロメオ・イ・フリエタ、パルタガス等と並ぶキューバ葉巻を代表するブランドである。

## 歴史
1960年代初頭、フィデル・カストロは当時、彼のチーフボディーガードだった通称「チーチョ」が吸っていた葉巻の香りと味に強く感銘を受け、「ランセロス」と名付けて愛用する様になった。その葉巻は「チーチョ」の友人、ラ・コロナ工場の葉巻職人、エドアルド・リベラが独自にブレンドした物であった。
カストロ自身が1994年にこのように語っている：
「私は以前、その男がとても香りがよく、とてもいい葉巻を吸っているのを見かけたので、彼が吸っている葉巻の銘柄を尋ねた。彼は、それは特別なブレンドで、葉巻を作っている友人から譲り受けたものだと言った。その葉巻を試したところ、とても美味しかったので、私はその男を探した。私たちは葉巻職人のグループを見つけ、彼に連絡を取り、どうやって作ったのか尋ねた。彼は使っているタバコのブレンドについて説明し、どのタバコ農園のどの葉を使っているのか。また、使用するラッパーなどについても教えてくれた。私たちは彼らに材料を提供し、そして家（エル・ラギートの工場）を建てて、こうして工場が設立された。今、コイーバは世界中で知られている」
1968年頃、カストロは当時計画していた新しい葉巻工場「エル・ラギート」にエドアルド・リベラを責任者として迎え、コイーバは生産開始された。フィデルとラウル・カストロ、そしてチェ・ゲバラに対する継続的なCIAの暗殺活動への懸念によって、厳重なセキュリティの下でのトップ高官用の特別な葉巻の生産は特別な推進力を与えられた。現在、CIAの技術サービス部門は1960年代初頭から暗殺手段として爆発する葉巻の開発に取り組んでいたことが知られている。当初はキューバ共和国政府の政府要人用の安全な葉巻として、外交客人用の葉巻として政府関係者しか手にする事ができなかったが、1982年に商品として一般市場に開放された。1982年に3銘柄（ランセロス、コロナス・エスペシアレス、パナテラス）が市場に開放され、1989年にロブストサイズ等を含めた数種類が一般販売可能となった。近年人気のあるシグロシリーズが発売されるようになったのは1990年代に入ってからである。
希少ブランドとして生産数を制限されており、過去においては最も入手しにくい葉巻であるとされている。
公式な販売戦略やオフィシャル展開も近年に入ってようやく始まり、キューバの「ハバノス葉巻専売公社（Habanos S.A）」よりオフィシャルショップ等が発案されている。

## 種類
コイーバエスプレンディドス　コイーバロブストス　コイーバランセロス等が主に上げられる。ここ数年では後発のシグロ（Siglo）シリーズの人気が高い。プレミアム物や限定生産（Edición Limitada）の物や熟成年数の高い物を選んだ一点物も多くあるため、正確な種類総数を把握することは困難であるが、現状で国内流通しているレギュラー物は以下の通り。

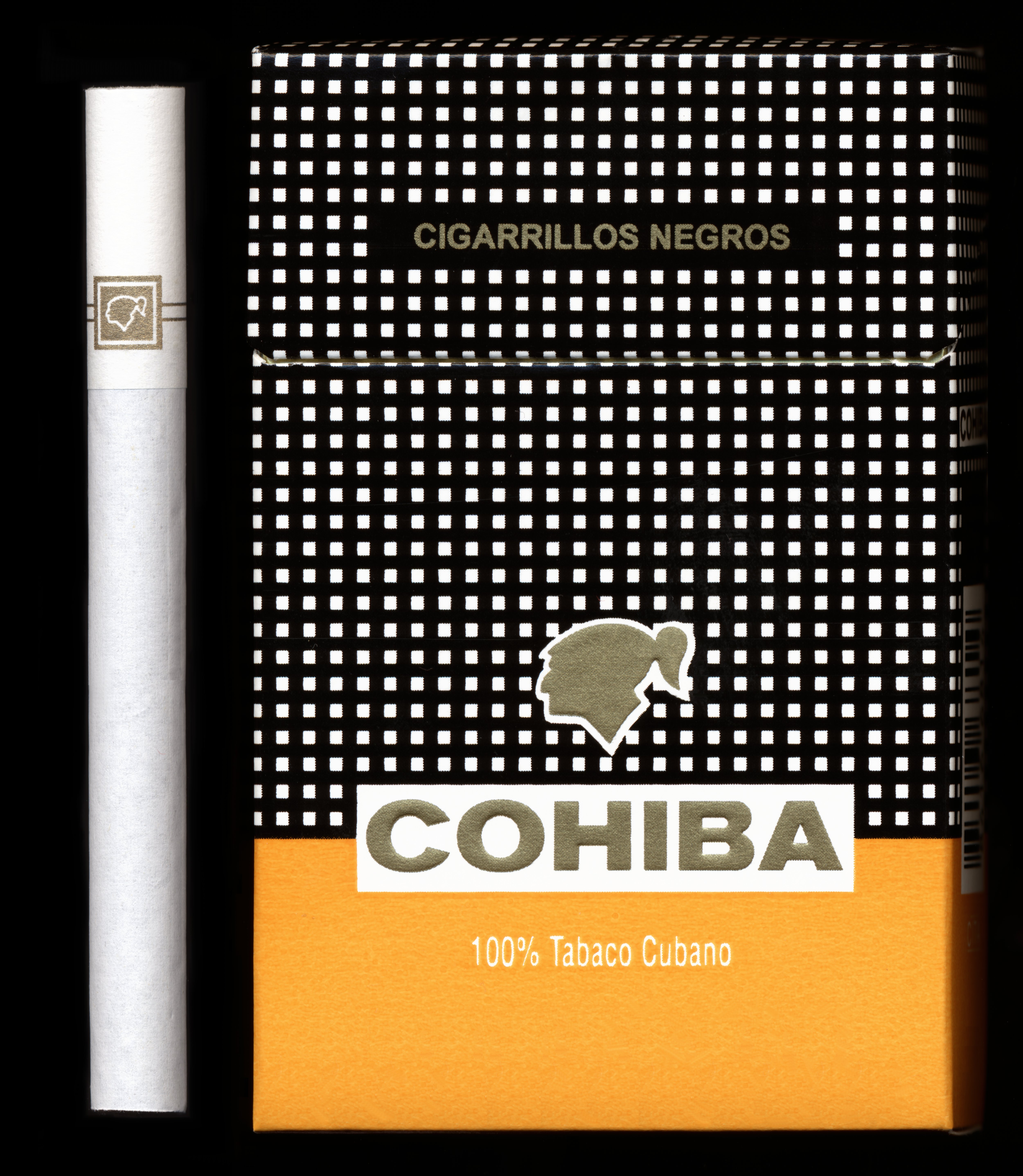
コイーバ・シガレット。

缶入りのプリトスサイズや紙巻のコイーバ銘柄も存在する。

これらは一部のコンビニや自動販売機でも購入可能。

## その他
- フィデル・カストロ愛用の葉巻であったとされる。
- コイーバのロゴとしてデザインされているのは、タイノ族の横顔を模している。
- コイーバ「COHIBA」とは、原住民タイノス・インディアンが吸っていた筒状葉を「コイーバ」と呼んだことに由来しているとされる。
- 特命係長 只野仁で主人公の只野仁が、コイーバ・シガレットを愛飲している。